# Persephone
Persephone, född 2001 i El Paso i Texas, är en mexikansk fribrottare som brottats för Mexikos största och äldsta fribrottningsförbund Consejo Mundial de Lucha Libre sedan september 2023. 
Tidigare brottades Persephone iförd en fribrottningsmask vilket är vanligt inom lucha libre. Men under 2023 tog hon frivilligt av sig masken, vilket är mycket ovanligt. Hennes namn och identitet är dock fortfarande inte kända av allmänheten. 

## Karriär
Persephone växte upp i Ciudad Juárez och har brottats sedan augusti 2016. Hon har tidigare brottats i det rivaliserande förbundet Lucha Libre AAA Worldwide. Hon har tidigare brottats under pseudonymerna Perse och Black Widow.
I CMLL har hon haft en kritikerrosad match mot Tessa Blanchard och gestaltar generellt en rudo, det vill säga en ond karaktär, till skillnad från tecnicos som är de goda.
Utöver fribrottningen har hon även en kandidatexamen i kinesiologi.
Mycket överraskande vann hon Campeonato de Amazonas (titeln för bästa kvinnliga fribrottare i CMLL) 2024 efter att ha besegrat veteranen Zeuxis i finalen den 18 oktober 2024.